# Luciano (DJ)
Lucien Nicolet (Montcherand, 24 de febrero de 1978), más conocido como Luciano, es un disc jockey y productor discográfico suizo de ascendencia chilena. Ha ganado 10 DJ Awards en diferentes categorías así como 3 Vicious Magazine Awards y 3 Swiss Night Life Awards. Su estilo, fuertemente influenciado por los ritmos latinos, inició como minimal techno y ha evolucionado hacia una mixtura de los géneros house y techno.

## Biografía

### Primeros años
Luciano nació en Montcherand, Suiza, hijo de padre suizo y madre chilena. Su padre era un reparador de rocolas con una gran colección de discos que se escuchaban en casa. Aunque parte de su infancia transcurrió en Suiza, musicalmente no sería tan influyente como los sonidos chilenos y latinoamericanos que experimentaría al trasladarse a Santiago de Chile a la edad de once años.
Cuando tenía doce años, su madre le compró una guitarra, y fue entonces cuando comenzó su relación con la música. Fue el guitarrista de una banda de punk rock en la escuela hasta los dieciséis años. Poco después, se enteró de que los instrumentos electrónicos, como los secuenciadores y las cajas de ritmos, estaban sustituyendo a los analógicos. Tras descubrir a un grupo francés llamado Bérurier Noir que utilizaba cajas de ritmos en lugar de una batería, comenzó su pasión e interés por la música electrónica.

### Carrera
Influenciado por los padres del techno de Detroit, como Juan Atkins y Derrick May, Luciano llevó su dedicación a la música electrónica a los clubes de Santiago de Chile. Aunque comenzó a desempeñarse como DJ a los dieciséis años, no empezó a producir hasta los diecinueve, en 1997. Durante toda su juventud realizó trabajos en oficios varios para subsistir.
Empezando desde cero, se involucró en la pequeña y aún incipiente escena del minimal techno en pequeños clubes. En una ciudad muy arraigada con la música rock, Luciano tuvo muchos problemas para abrirse camino en los eventos de música electrónica en los clubes locales. El propietario de La Batuta, un popular local de rock, le dio la oportunidad de presentarse en dicho recinto. Aunque al principio su música fue recibida con resistencia, con el paso del tiempo empezó a ser mejor apreciada.
Por esos mismos días estableció vínculos con varias figuras prominentes como Dandy Jack (Martin Schopf), Adrian Schopf y, sobre todo, Ricardo Villalobos, un residente alemán de ascendencia chilena. Juntos tocaban en diversas fiestas organizadas por el propio Luciano. Más tarde visitó a Villalobos en Ibiza durante un mes y medio, y descubrió el ambiente musical de la isla, algo que influenció su estilo. A su regreso continuó promoviendo fiestas hasta que en 1999 se presentó en el propio Love Parade de Santiago, justo antes de partir para Europa.
En el año 2000 viajó a Suiza para cursar estudios de ingeniería de sonido. Estableció una residencia en el club Weetamix de Ginebra y lanzó producciones en el sello de Oliver Ducret, Mental Groove Records. Un año después se unió al equipo de Cocoon Recordings en Ibiza para pinchar en la famosa noche de los lunes en Amnesia. Fue parte fundamental de la fiesta Cocoon Ibiza hasta 2006, cuando comenzó su residencia en DC10, un club conocido por su after hours y su fiesta Circoloco.

#### Cadenza
Luciano colaboraba a menudo en la música con su amigo, el DJ y productor suizo Philippe Quenum. En 2002, tenían dos temas que querían publicar. Su hermana Amélie, que estudiaba diseño gráfico en Chile, diseñó la portada del disco. Junto con la portada, diseñó el logotipo de su sello, Cadenza. Al principio iba a ser simplemente una plataforma para publicar sólo unas pocas canciones, pero debido al gran éxito de su primer EP con el tema «Orange Mistake», Luciano y Quenum decidieron seguir con el sello.

#### Æther Live
El proyecto Narod Niki, en el que participaron algunos DJs como Dandy Jack, Richie Hawtin, Ricardo Villalobos, Carl Craig, Zip, Maurizio, Basic Channel y el propio Luciano, era una jam session en directo apoyada por un ordenador portátil. Narod Niki tocó con poca frecuencia durante los años 2003, 2004, 2006 y 2007 y sus actuaciones solían tener un tema asignado. En 2009, tras cuatro años de trabajo, Luciano decidió ampliar una experiencia multisensorial propia llamada Æther Live. En el proyecto participaron compañeros de sello como Reboot, Mirko Loco, Lee Van Dowski y Digitaline, quienes tocarían cada uno de los sonidos utilizando secuenciadores Ableton Live. Luciano se situaba al igual que un director de orquesta de espaldas al público, seleccionando los sonidos que finalmente serían escuchados por la audiencia. La sinfonía musical de cinco disc jockeys y un percusionista iba acompañada de un aspecto visual, en el que cada sonido tenía un color denominado sincronizado. Tanto Luciano como Todd Graft y Loki de Micro Chunk controlaron los visuales durante toda la actuación. Æther Live tuvo once fechas de gira, con paradas en Europa, Asia y Norteamérica.

#### Años recientes

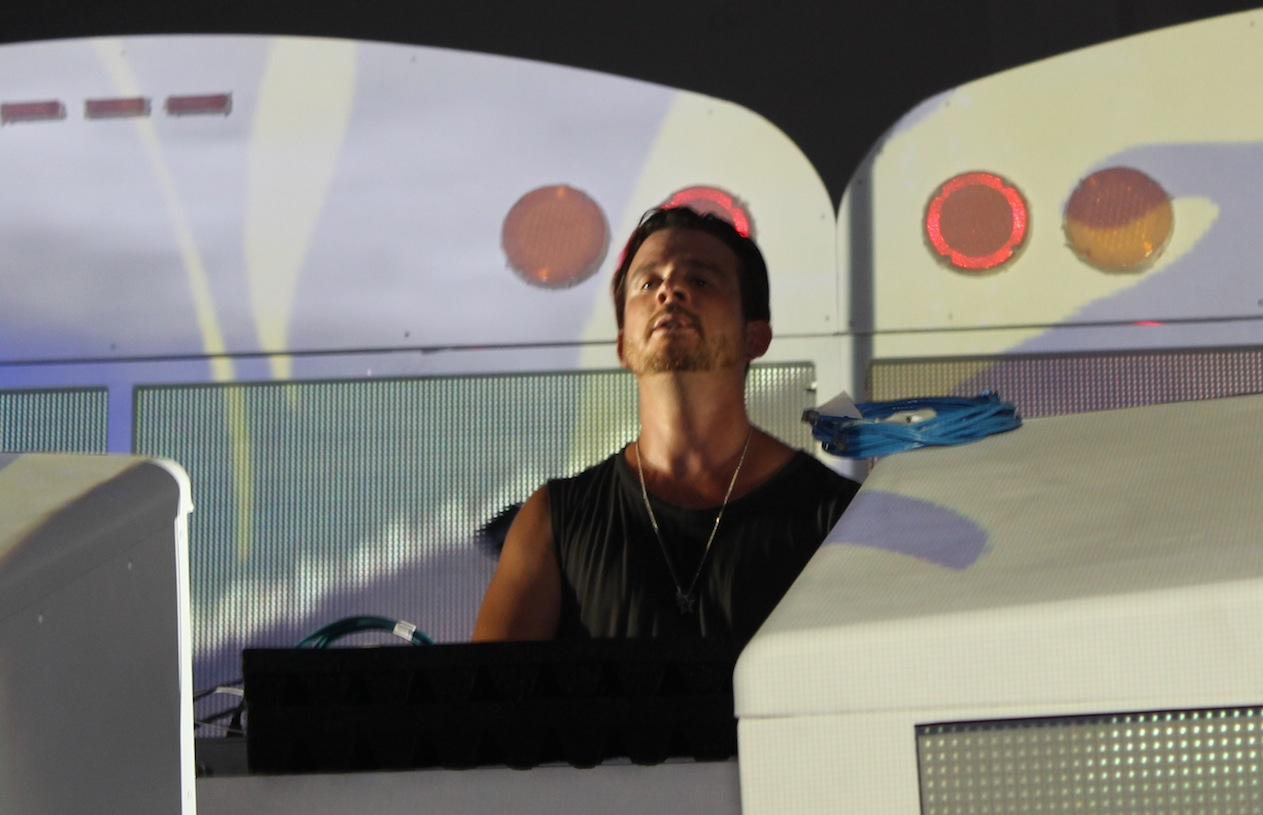
Luciano en vivo en 2012

Tras promocionar exitosas fiestas diurnas en Ibiza, en febrero de 2013 se unió a Richie Hawtin y Skrillex participando en el programa Bridges for Music en Sudáfrica. En mayo del mismo año creó la organización benéfica One Coin For Life luego de una vista a la tribu de los arhuacos en Colombia en abril de 2012. La fundación apoya a organizaciones benéficas más pequeñas que ayudan a las comunidades en dificultades a recibir los programas de salud y nutrición adecuados que necesitan.
En octubre de 2013 trasladó su sello discográfico de Suiza a Barcelona. Su cercanía con Ibiza le permitió el lanzamiento de su compañía de gestión de artistas llamada Aether Artists. La agencia está afiliada a Cadenza y cuenta con dieciocho artistas nuevos y establecidos, incluido el propio Luciano. Ese mismo año se convirtió en el primer artista chileno en presentarse en el Festival de Música y Artes de Coachella Valley.
En diciembre de 2020 organizó una fiesta llamada Magik Christmas en las afueras de la comuna chilena de Pudahuel, la cual fue suspendida por las autoridades debido a que la región no podía celebrar este tipo de eventos debido a la pandemia de Covid-19. Finalmente el festival fue reprogramado para el mes de marzo de 2022 con el nombre de Magik Garden en el mismo lugar.

## Discografía

### Álbumes de estudio
- 2004: Blind Behaviour (Peacefrog Records)
- 2007: No Model No Tool (Cadenza)
- 2009: Tribute To The Sun (Cadenza)

## Premios

### DJ Awards
| Año  | Categoría                      | Resultado |
| ---- | ------------------------------ | --------- |
| 2008 | Best Breakthrough DJ           | Nominado  |
| 2008 | Best Tech House/Progressive DJ | Nominado  |
| 2010 | Best Tech House DJ             | Ganador   |
| 2011 | Best International DJ          | Nominado  |
| 2011 | Best Tech House DJ             | Ganador   |
| 2012 | Best Tech House DJ             | Nominado  |
| 2013 | Best International DJ          | Nominado  |
| 2013 | Best Tech House DJ             | Ganador   |
| 2014 | Best Tech House DJ             | Ganador   |
| 2015 | Best Tech House DJ             | Ganador   |